# DeBruyn
DeBruyn is een Nederlands automerk, opgericht in 2023 door Maarten de Bruijn. De werkplaats staat in het Gelderse Deil. Maarten de Bruijn heeft in 1999 Spyker cars opgericht. Na zijn vertrek in 2005 bij Spyker heeft hij gewerkt aan verschillende voertuigprojecten en heeft hij in 2023 DeBruyn cars opgericht. Het introductiemodel is de DeBruyn Ferox V8.

## Ferox V8
De Ferox V8 is het introductiemodel van DeBruyn. Deze heeft een 6.2 liter V8-motor van Corvette. Het motorblok is goed voor 500 pk en 650 Nm. De aluminium auto weegt maximaal 1050 kg.